# Форест-оф-Дин (район)
Форест-оф-Дин (англ. Forest of Dean) — неметрополитенский район (англ. non-metropolitan district) в графстве Глостершир (Англия). Административный центр — город Колефорд.

## География
Район расположен вдоль правого берега реки Северн в западной части графства Глостершир, граничит с графством (округом) Монмутшир Уэльса и графствами Вустершир, Херефордшир.

## История
Район был образован 1 апреля 1974 года в результате объединения сельских районов (англ. Rural District) Ист-Дин, Лидни, Ньюент, Уэст-Дин и общин Ньюнхем и Уэстбери-он-Северн из сельского района Глостер.

## Состав
В состав района входят 4 города:
- Колефорд
- Лидни
- Ньюент
- Синдерфорд

и 37 общин (англ. civil parish).